# Bruno IV. von Sayn
Bruno von Sayn (auch Brun, * um 1165; † 2. November 1208 auf der Burg Blankenberg) war von 1205 bis 1208 als Bruno IV. Erzbischof des Erzbistums Köln.

## Leben
Bruno war der vierte Sohn des Grafen Eberhard I. von Sayn.
Um 1176 wurde er als Domvogt in Köln erwähnt. 1180 wurde er Propst des Stifts St. Maria ad Gradus in Köln. 1182 und 1192 folgten weitere Ämter als Propst in Koblenz und Bonn (Cassius-Stift). 1198 wurde er Gegen-Propst an St. Marien in Aachen. Bruno stand auf der Seite der Welfen.
Er ging 1199 als Gesandter König Ottos IV. nach Rom. Am 25. Juli 1205 wurde Bruno zum Erzbischof von Köln gewählt, worauf Dompropst Engelbert von Berg und verschiedene Domherren protestierten und die Stadt verließen.
Da die Mehrheit der Bevölkerung noch am abgesetzten Adolf I. festhielt, hatte Bruno IV. Mühe, Anerkennung bei Klerus und Laien zu finden. Auch die Orden standen keineswegs auf seiner Seite. Faktisch befand sich das Erzbistum in einem Schisma, und erst die Anerkennung Ottos IV. verschaffte auch dem Erzbischof in seiner Diözese die vorbehaltlose Anerkennung im Amt.
Nach der Schlacht bei Wassenberg, am 26. August 1206, wurde er von König Philipp von Schwaben gefangen genommen und bis 1207 von ihm und dem abgesetzten Adolf I. auf den Burgen Trifels (Pfalz) und Alt-Ems (im heutigen Hohenems, Vorarlberg) festgehalten.
Im Jahr 1208 ging er für mehrere Monate nach Rom. Dort hielt sich auch Adolf I. auf, der sich um seine Rehabilitierung bemühte. Papst Innozenz III. bestimmte Bruno zum rechtmäßigen Erzbischof von Köln und bestätigte somit die Absetzung Adolfs I. Nach der Ermordung von Philipp von Schwaben kürte er Otto IV. zum Kaiser des römisch-deutschen Reiches.
Am 11. September 1208 kehrte Bruno im Triumph nach Köln zurück, wo sich nun auch Adolf von Altena und dessen Anhänger unterwarfen. Um sein Verhältnis zu seinem Vorgänger endgültig zu bereinigen, setzte Bruno ihm eine Rente von 250 Mark aus. Bruno von Sayn verstarb kurze Zeit später, am 2. November 1208, auf Burg Blankenberg an der Sieg. Seine letzte Ruhestätte fand er im Kölner Dom.